# Gyékényes
Gyékényes é um município da Hungria, situado no condado de Somogy. Tem 33,76 km² de área e sua população em 2019 foi estimada em 1.003 habitantes.